# 마리아 레오폴디네 폰 외스터라이히 여대공
오스트리아의 마리아 레오폴지나(브라질 포르투갈어: Maria Leopoldina de Áustria 마리아 레오폴지나 디 아우스트리아, 독일어: Maria Leopoldine von Österreich 마리아 레오폴디네 폰 외스터라이히[*], 1797년 1월 22일 ~ 1826년 12월 11일)는 브라질과 포르투갈의 군주 페드루 1세의 황후이다.

## 생애
오스트리아의 프란츠 1세와 그의 두 번째 아내인 나폴리와 시칠리아의 마리아 테레지아의 딸로, 빈에서 태어났다. 그녀의 남매들 중에는 파르마 여공 마리 루이즈, 페르디난트 1세가 있다. 1817년, 나폴레옹의 세력에 밀려 브라질에 머물고 있던 포르투갈의 왕태자인 페드루와 결혼하였다. 그녀는 자연과학에 관심이 많고 유창한 외국어를 구사하는 지적인 여성이었는데, 결혼과 함께 브라질로 많은 과학자들을 데려왔다. 1821년 시아버지인 주앙 6세는 포르투갈로 귀환했지만 페드루는 가족들과 함께 브라질에 남기로 했다. 이듬해인 1822년 페드루는 포르투갈으로부터 독립한 신생 제국인 브라질의 황제로 즉위하여 마리아 레오폴지나 또한 황후가 되었다. 1826년 주앙 6세가 죽음으로 페드루가 잠시 포르투갈 왕위를 겸하자 그녀 역시 포르투갈 왕비를 겸하였으나 딸 마리아 2세의 즉위로 그녀는 다시 브라질 황후로 남았다. 마리아 레오폴지나는 첫딸 마리아 이후로 매년 임신과 출산을 계속했으며 1826년 여덟 번째 아이를 유산하고 사망하였다.

## 자녀

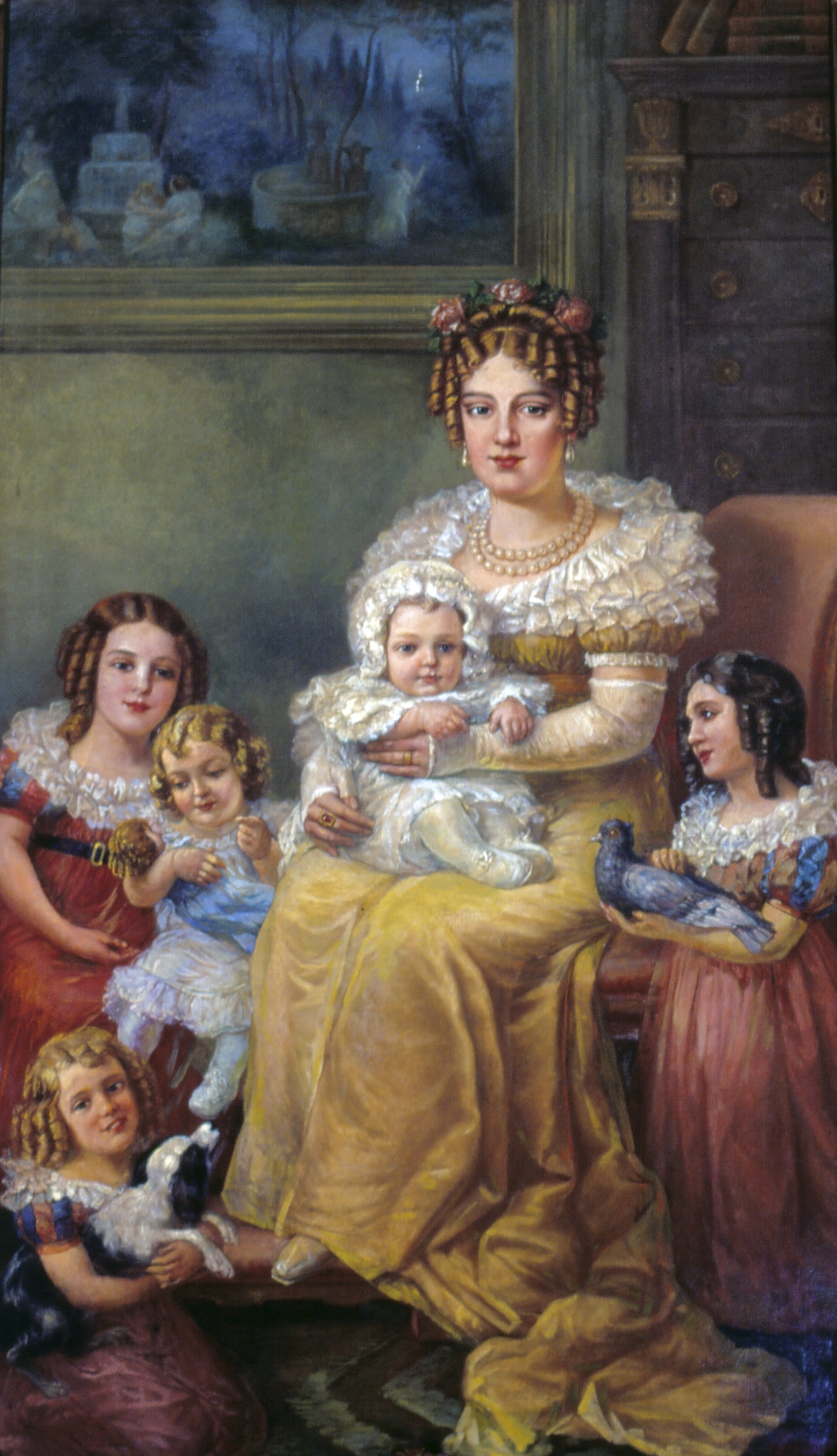
브라질황후 마리아 레오폴디나와 아이들, by Domenico Failutti, 1921

| 사진 | 이름                | 생일            | 사망                   | 기타                    |
| ---- | ------------------- | --------------- | ---------------------- | ----------------------- |
|      | 마리아 2세          | 1819년 4월 4일  | 1853년 11월 15일(34세) | 왕위 계승. 슬하 7남 4녀 |
|      | 미겔                | 1820년 4월 26일 | 1820년 4월 26일        | 요절.                   |
|      | 주앙 카를루스       | 1821년 3월 6일  | 1822년 2월 4일         | 요절                    |
|      | 브라질의 자우리아나 | 1822년 3월 11일 | 1901년 3월 13일(79세)  |                         |
|      | 파울라              | 1823년 2월 17일 | 1833년 1월 16일        |                         |
|      | 브라질의 프란치스카 | 1824년 8월 2일  | 1898년 3월 27일(73세)  |                         |
|      | 페드루 2세          | 1825년 12월 2일 | 1891년 12월 5일(66세)  | 브라질의 황제.          |